# Bande H

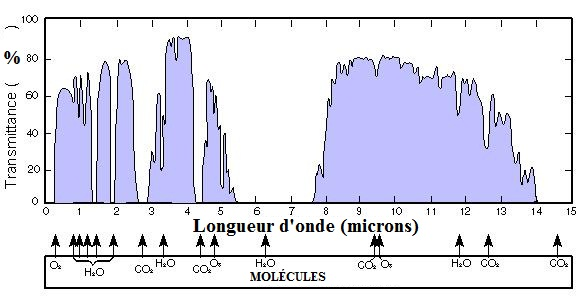
Transmission de l'atmosphère dans l'infrarouge, jusqu'à 15 µm, ainsi que les principales molécules responsables de l'absorption de la lumière.

La bande H est un intervalle de longueur d'onde dans le proche infrarouge défini dans le système photométrique de Johnson qui va de 1,45 à 1,8 micromètre.
Les étoiles les plus brillantes dans la bande H sont Bételgeuse (-3,73), Antarès (-3,49), R Doradus (-3,34), Alpha Herculis (-3,22), Beta Gruis (-3,12), Gamma Crucis (-2,90), Arcturus (-2,81) et Aldébaran (−2,78).